# De onzichtbare vesting
De onzichtbare vesting is het negentiende stripalbum uit de Thorgal-reeks en behoort samen met "Het zonnezwaard", "Het brandmerk van de ballingschap", "De kroon van Ogotaï", "Reuzen" en "De kooi" tot de cyclus van "De onzichtbare vesting". Het album werd voor het eerst uitgegeven bij Le Lombard in 1993, en is getekend door Grzegorz Rosiński op scenario van Jean Van Hamme.

## Verhaal
Thorgal raakt samen met Kriss van Valnor verzeild in een soort droomwereld en krijgt het in dit verhaal te stellen met de Noordse goden. Toen hun ondergang onontkoombaar werd, schreven de goden de geheimen van hun macht en de namen van hen voor wie ze verantwoordelijk waren, op een steen. Taimyr, de jongste van de walkuren kreeg vervolgens opdracht hem te verbergen in een “onzichtbare vesting”. Als Thorgal vrede wil vinden moet hij de steen vinden en zijn daarin gegrifte naam uitwissen. Thorgal ontmoet allerlei lieden uit vorige avonturen maar weet zich toch aan de ban van de droomwereld te ontworstelen. Wanneer hij weer bijkomt is hij zijn naam vergeten en denkt hij dat Kriss Van Valnor zijn vrouw is.